# Haptista
Haptista (лат.) — клада (тип или инфрацарство) эукариот, которая объединяет центрохелидных солнечников и гаптофитовые водоросли. Филогенетические исследования показали, что Haptista и TSAR (Telonemia + Sar) образуют сестринскую группу по отношению к Cryptista и Archaeplastida.
Тело покрыто минерализованными кремнистыми или известковыми чешуйками. Имеются нитевидные псевдоподии, которые используются в процессе питания.

## Таксономия
В составе выделяют два подтипа и 4 класса.
- Подтип Centroheliozoa Cushman & Jarvis 1929 sensu Durrschmidt & Patterson 1987
  - Класс Centrohelea Kuhn 1926 stat. n. Cavalier-Smith 1993
- Подтип Haptophytina Cavalier-Smith 2015
  - Класс Rappephyceae Cavalier-Smith 2015
  - Класс Pavlovophyceae (Cavalier-Smith 1986) Green & Medlin 2000
  - Класс Prymnesiophyceae Christensen 1962 emend. Cavalier-Smith 1996